# Schloss Glücksbrunn

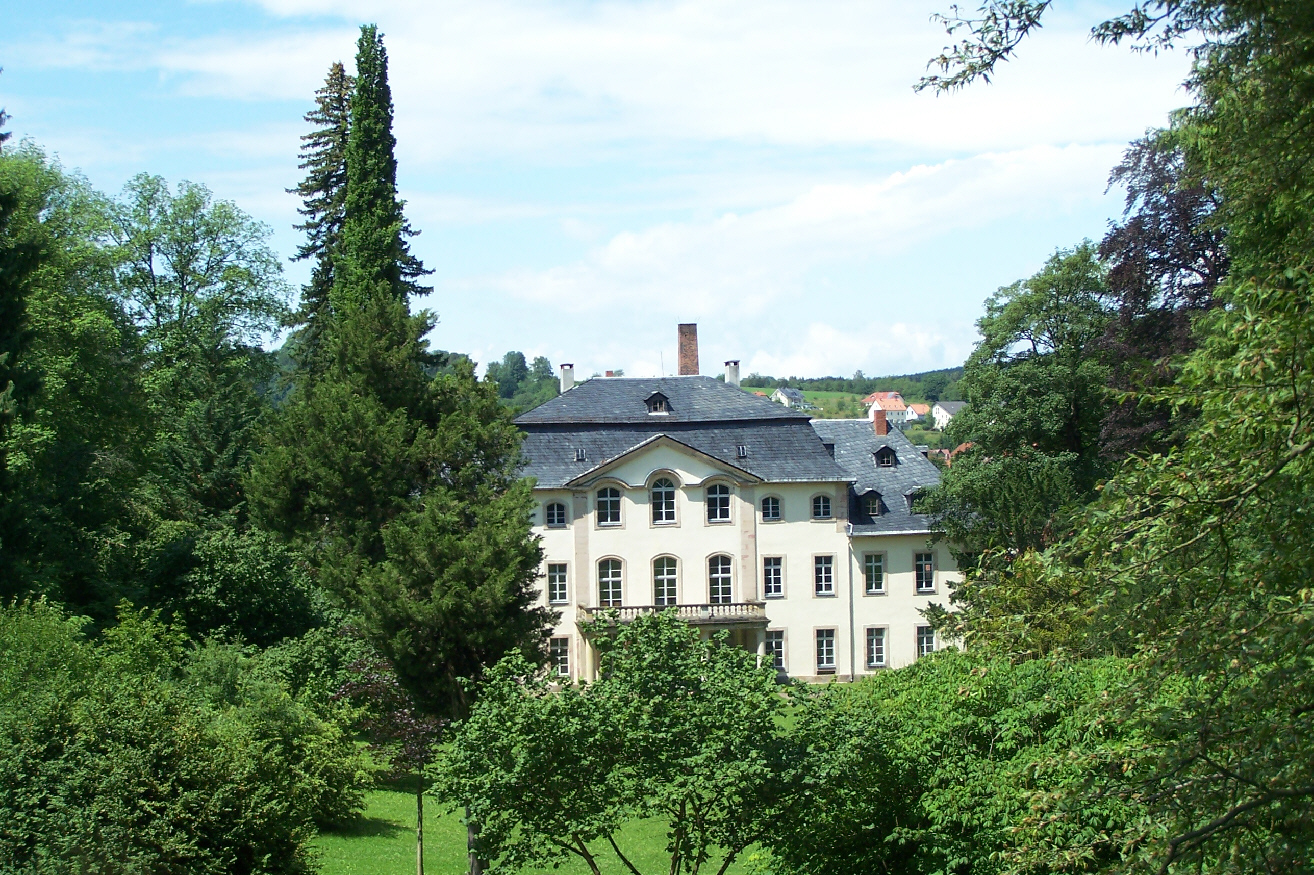
Gesamtansicht von Osten (2011)

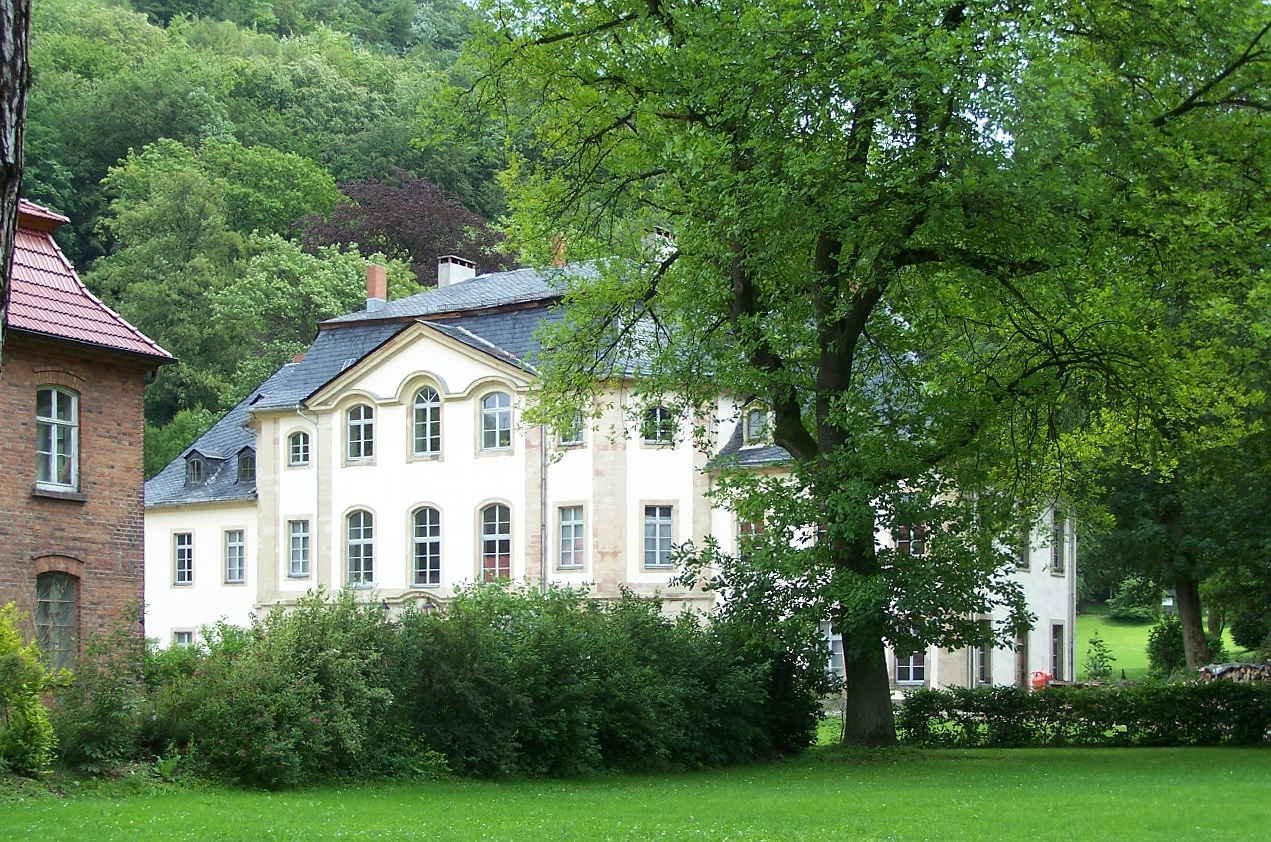
Gesamtansicht von Westen (2011)

Das Schloss Glücksbrunn ist ein Baudenkmal im Ortsteil Schweina der Stadt Bad Liebenstein im Wartburgkreis und befindet sich im nordöstlichen Teil der Ortslage nahe der Altensteiner Höhle.
Schloss Glücksbrunn wurde im Auftrag des in Dresden lebenden kursächsischen Hofrates Johann Friedrich Trier im Jahr 1703 errichtet. Der vermögende Hofbeamte hatte 1701 mit dem Kauf von Berg- und Schmelzwerken eine Wiederbelebung des Bergbaus um Schweina erreicht. Schon 1705 arbeiteten zwölf Schmelzhütten, und über 100 Bergwerksschächte waren dafür in Betrieb. Die Nachfrage nach Kobalt-Mineralien brachte zusätzliche Gewinne.
Für die Familie Trier wurde das Glücksbrunner Schloss zum Nebenwohnsitz. Um 1780 war der Kupferanteil am Geschäftsanteil stark zurückgegangen, aber der Verkauf der Kobalt-Mineralien war noch gewinnbringend. Als vorausschauende Unternehmer trennten sich die Triers bereits 1783 von ihrem Unternehmen und veräußerten auch das Schloss. Als Käufer trat der Gothaer Herzog Ernst II. in Erscheinung. Das Schloss blieb zunächst weiter Sitz der Glücksbrunner Gewerkschaft, die den Betrieb der Hütten und Bergwerke leitete. Nachdem 1818 die Sachsen-Meininger Kammer als staatliche Wirtschafts- und Finanzverwaltung den maroden Betrieb übernommen hatte, wurde das Schloss Glücksbrunn samt Nebengebäuden – Garten nebst Quelle und Grotte, ferner dem langen Bau (Obermühle) mit Uhr und Glocken sowie der Kupferschmelze, Mahlmühle (Lindenmühle), Schmiede, Teich und Pochwerk – am 8. Mai 1824 an den Langensalzaer Textilunternehmer Johann Christian von Weiß verkauft, den 1836 geadelten Begründer der Kammgarnspinnerei. Die im Schloss vorhandenen Säle wurden nun als Lager und Produktionsräume umgewidmet, und in der einstigen Kupferschmelze (Lindenmühle) waren Kämmerei, Wäscherei und Lager untergebracht. Um 1890 arbeiteten über 400 Arbeiter für die Kammgarnspinnerei Weiß. 1909 kam das Werk an einen Neffen von Weiß, den britischen Textilfabrikanten Freiherr Henry Joseph Swaine, Landwirt im ehemaligen unterfränkischen Kloster Theres. Nach weiteren Eigentümerwechseln und einem Bankrott in der Weltwirtschaftskrise erfuhr das Werk in den 1930er Jahren eine Wiederbelebung durch die Vereinigung mit der in Niederschmalkalden ansässigen Kammgarnspinnerei. Das Schloss wurde bis zum Ende des Zweiten Weltkrieges von Swaine und dessen Familie als Sommerresidenz genutzt. 1918 wurden im Schloss Notwohnungen (trotz der Nutzung als Sommerresidenz) eingerichtet, diese wurden bis 1994 genutzt.
Nach dem Ende des Zweiten Weltkriegs gingen die Gebäude in das Eigentum der Gemeinde Schweina über. 1966 erfolgte die Dachneueindeckung des Schlosses. 1968 wurden die Schlossfassaden restauriert. Im Schloss wurde in den 1980er Jahren ein Jugendklub eingerichtet.
Das als Kulturdenkmal und Zeugnis der Orts- und Industriegeschichte ausgewiesene Schloss mit Parkanlage stand von 1994 bis 2004 leer. 2004 und 2005 wurden der Lange Bau, die Lindenmühle und das Schloss an verschiedene Privatpersonen verkauft, seitdem fanden an allen Gebäuden umfangreiche Restaurierungsarbeiten statt.

## Weblinks

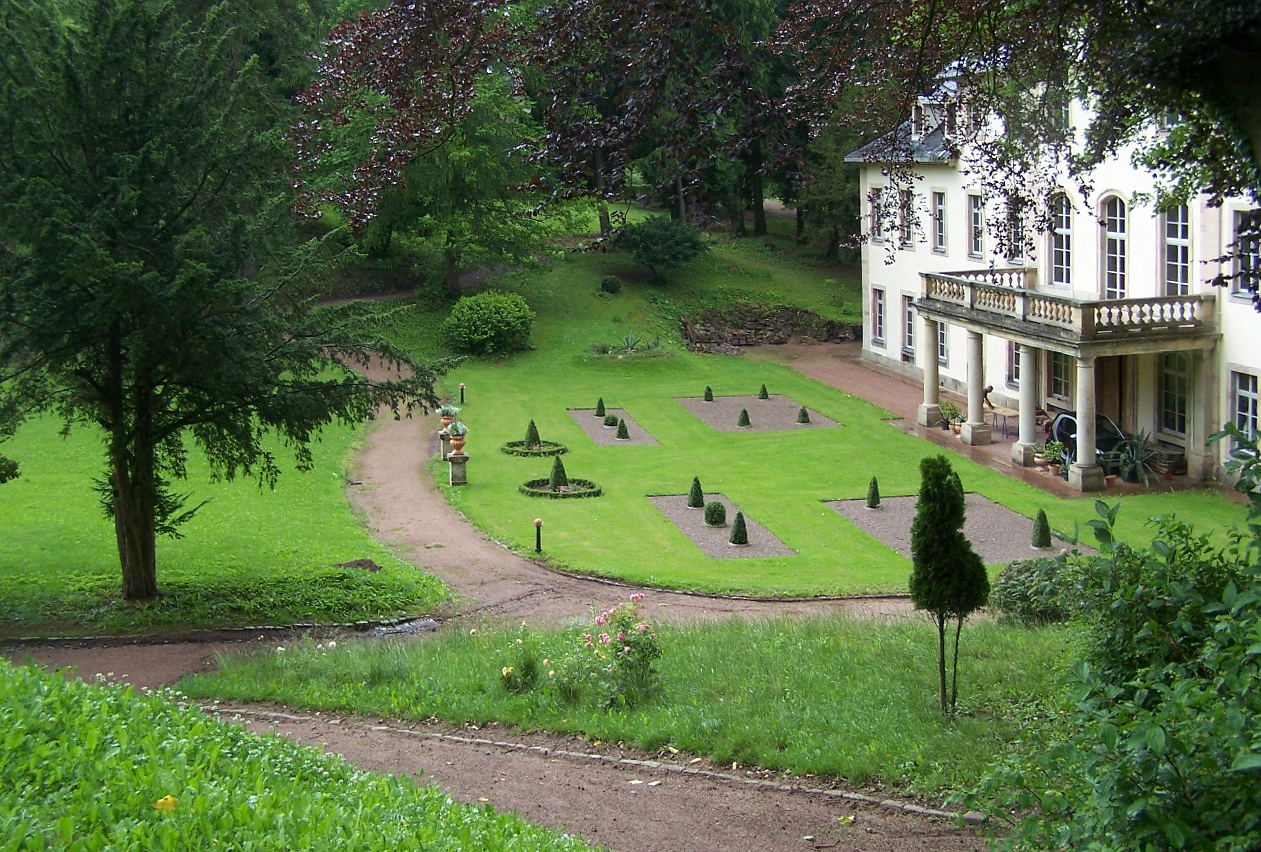
Blick in den Park von Schloss Glücksbrunn (2011)